# 都关县
都关县，古县名。秦置，属东郡，治所在今山东省鄄城县鄄城镇东北箕山镇后彭庙村附近。西汉初年，为周勃攻克，改属兖州山阳郡。东汉建武六年（30年）省入鄄城县。